# Prokopjevsk
Prokopjevsk (Russisch: Прокопьевск, Prokopjevsk) is een stad in de oblast Kemerovo, in het zuiden van West-Siberië. De stad had 224.597 inwoners bij de volkstelling van 2002). De stad werd vernoemd naar Procopius van Caesarea.

## Geschiedenis
De nederzetting Prokopjevski werd gesticht in 1918 als het resultaat van een fusie tussen de dorpen Monastirskoje and Prokopjevskoje. In 1931 kreeg de nederzetting de status van stad onder de huidige naam.

## Economie
Prokopjevsk is een van de belangrijkste centra ten behoeve van de steenkoolwinning in de Koezbass. Daarnaast zijn de machinebouw, levensmiddelen- en chemische industrie belangrijke economische sectoren in de stad. De stad ligt aan een aftakking van de Transsiberische spoorlijn.
In de stad staat een gebouw van de faculteit van de Siberische Staats-Metallurgische Mijnbouwacademie.
Bestuurlijk centrum: Kemerovo

Anzjero-Soedzjensk · Belovo · Berjozovski · Goerjevsk · Joerga · Kaltan · Kiseljovsk · Leninsk-Koeznetski · Mariinsk · Mezjdoeretsjensk · Myski · Novokoeznetsk · Osinniki · Polysajevo · Prokopjevsk · Salair · Tasjtagol · Tajga · Topki